# Język sika
Język sika, także sikka (Sara Sikka) – język austronezyjski używany w indonezyjskiej prowincji Małe Wyspy Sundajskie Wschodnie, we wschodniej części wyspy Flores, pomiędzy obszarami języków li’o i lamaholot. Posługuje się nim grupa etniczna Sika. Według danych z 1995 roku miał wówczas 175 tys. użytkowników.
Wykazuje duże zróżnicowanie wewnętrznojęzykowe, cechy jego dialektów nie zostały jednak dobrze zbadane. Wyróżnia się trzy dialekty: sara krowe, sikka natar (kangaé), tana ai (ata tana 'ai, sara tana 'ai). Dialekt sikka natar uchodzi za najbardziej prestiżowy, a dialekt tana ai pełni dodatkowo funkcję języka rytualnego.
Nazwa „sika” dominuje w nowszej literaturze lingwistycznej. Forma pisowni „sikka” pochodzi z okresu kolonialnego; zachowała się w dokumentach i podziale administracyjnym.
Podobnie jak wiele innych języków wschodniej Indonezji wykazuje cechy substratu papuaskiego (nieaustronezyjskiego). Według jednej z propozycji stanowi pochodną hipotetycznego języka kreolskiego powstałego na skutek napływu języków austronezyjskich do wschodniej Indonezji, która była zasiedlona przez grupy przedaustronezyjskie.
Jest blisko spokrewniony z językami lamaholot i kedang. Nie jest natomiast zbyt bliski językowi manggarai z zachodniej części wyspy.
Został udokumentowany w literaturze; od XIX w. powstał zasób publikacji opisujących aspekty tego języka, częściowo sporządzonych przez misjonarzy. Pewne krótkie listy słownictwa, które opracował L.F. Calon, ukazały się pod koniec XIX w. W 1931 r. misjonarz P. Arndt wydał niemieckojęzyczny opis jego gramatyki (Grammatik der Sika-Sprache). Jest to najstarsze całościowe opracowanie poświęcone językowi sika. Nowsze materiały to m.in. opis struktury Struktur bahasa Sikka (1986) oraz słownik Kamus Sara Sikka Bahasa Indonesia (1998).